# Capillaire vert
Asplenium viride
Espèce
Le capillaire vert ou doradille verte (Asplenium viride) est une espèce de fougères de petite dimension. On la trouve majoritairement dans les régions montagneuses et notamment sur les rochers. Cette fougère est comparable au capillaire des murailles (Asplenium trichomanes), mais, à la différence de celui-ci, elle possède un pétiole vert. Certains auteurs favorisent l'appellation Asplenium trichomanes-ramosum ou Asplenium ramosum. Cette espèce est inscrite sur la liste des espèces végétales protégées en Lorraine.

## Autres noms
Elle est connue aussi sous le nom d'asplénie verte.